# NGC 2652
NGC 2652 je galaksija u zviježđu Sekstantu.

## Vanjske poveznice
- SEDS: NGC 2652